# Perodua
Perodua (siglas de Perusahaan Otomobil Kedua Berhad, "Segundo Fabricante de Automóviles") es un fabricante de automóviles de Malasia. Es la segunda marca malaya con mayor volumen de producción, luego de Proton. Fundada en el año 1993, construye modelos de los segmentos A y B de la japonesa Daihatsu que comercializa en Asia, Medio Oriente, Oceanía y el Reino Unido.

## Gama de modelos
- Perodua Kancil (1994-presente)
- Perodua Rusa (1996-presente)
- Perodua Kembara (1998-2008)
- Perodua Kenari (2000-presente)
- Perodua Kelisa (2000-2007)
- Perodua MyVi (2005-presente)
- Perodua Viva (2007-presente)
- Perodua Nautica (2008-presente)